# Minutes to Midnight
Minutes to Midnight è il terzo album in studio del gruppo musicale statunitense Linkin Park, pubblicato il 15 maggio 2007 dalla Warner Bros. Records.
Prodotto da Rick Rubin e da Mike Shinoda, si tratta della prima pubblicazione del gruppo i cui componenti appaiono tutti in copertina. È anche il primo ad avere il logo Parental Advisory per testi volgari, se si esclude la collaborazione con Jay-Z nell'EP Collision Course.
Nella prima settimana di uscita vendette oltre 623 000 copie e dopo quattro settimane arrivò a vendere 3,3 milioni di copie in tutto il mondo. Il suo titolo trae ispirazione dal conto alla rovescia dell'Orologio dell'apocalisse, gestito dall'Università di Chicago per l'attesa di un'eventuale catastrofe nucleare. Ad ottobre del 2009 l'album ha venduto oltre 8 milioni di copie in tutto il mondo, risultando il terzo album più venduto del 2007.

## Antefatti
Durante la fine del 2005 i Linkin Park, dopo aver risolto alcuni conflitti con la Warner Bros. Records, recidendo in un primo momento il contratto per «mancanza di confidenza», presero la decisione di realizzare un seguito per Meteora, uscito nel 2003. Riguardo a ciò, il chitarrista Brad Delson ha spiegato che «ci stiamo focalizzando sulla pubblicazione di un nuovo disco per il prossimo anno. Siamo tutti concentrati nel processo creativo al momento», mentre il rapper Mike Shinoda ha rivelato che il terzo album in studio avrebbe preso una piega differente da quanto realizzato dai Linkin Park negli anni precedenti:
La pubblicazione dell'album venne ritardata più volte prima della data definitiva: inizialmente l'uscita era pensata per l'estate del 2006 ma la data fu spostata nell'autunno dello stesso anno fino ad arrivare a inizio 2007. La data di uscita definitiva venne fissata per il 14 maggio. Intorno a quel periodo, il gruppo ha avuto modo di comporre ulteriori brani (strumentali e non), di cui alcuni sono stati resi disponibili attraverso alcuni EP pubblicati dal fan club LP Underground a partire dal 2009.

## Descrizione
Rispetto agli album precedenti, Minutes to Midnight evidenzia una maturità artistica del gruppo e presenta una certa diversità stilistica rispetto ai precedenti album Hybrid Theory e Meteora. L'album si discosta infatti dalle sonorità nu metal e rap rock ed è caratterizzato da riff tendenti perlopiù al pop e al rock classico e brani dalle ritmiche più lente, come ad esempio Leave Out All the Rest o Shadow of the Day, quest'ultimo influenzato dalla musica degli U2. Non mancano comunque brani più ritmati, come ad esempio Given Up e Bleed It Out.
Le tematiche dei testi risultano varie: da storie di relazioni come Shadow of the Day si passano ad altre con forti connotazioni politiche, come ad esempio in The Little Things Give You Away, chiaro riferimento all'uragano Katrina che investì New Orleans nel 2005 (come anche confermato dagli stessi membri del gruppo nel libretto dell'album).
Per la prima volta in un album in studio del gruppo, Mike Shinoda si cimenta in un cantato melodico (nel brano In Between e nella bonus track No Roads Left), riducendo i brani rappati a Bleed It Out e a Hands Held High. Invece, in brani come The Little Things Give You Away, In Pieces e What I've Done è possibile ascoltare assoli di chitarra.

## Promozione
Minutes to Midnight è stato commercializzato a partire dal 15 maggio 2007 in edizione standard e in edizione speciale, quest'ultima costituita da un DVD aggiuntivo che mostra il "making of" dell'album e il video di What I've Done con il relativo dietro le quinte, oltre a wallpaper e foto varie. In alcune versioni di Minutes to Midnight non è presente il logo della Parental Advisory e per tale motivo Given Up, Bleed It Out e Hands Held High sono caratterizzate dalla censura.
Il 7 dicembre 2007 è stata pubblicata la Tour Edition. Questa versione si presenta con una copertina in cartoncino sfilabile contenente l'album in formato jewel case. La differenza è presente anche nella lista tracce: infatti sono presenti tre brani aggiuntivi, tra cui il brano inedito No Roads Left, cantato interamente da Shinoda in tono melodico. Inoltre era presente un codice (rimasto valido fino al 18 dicembre 2008) che permetteva di scaricare gratuitamente alcune tracce provenienti dal concerto del 29 ottobre 2007 a Londra (per quanto riguarda la vendita in Europa del disco) o da quello del 29 novembre 2007 a Seul (per quanto riguarda la vendita del disco nel mercato asiatico).
Dall'album sono stati estratti cinque singoli: What I've Done, Bleed It Out, Shadow of the Day, Given Up e Leave Out All the Rest. Quando non erano ancora stati estratti come singoli, nel 2007 Given Up si posizionò alla posizione 99 nella Billboard Hot 100 e alla posizione 78 nella Billboard Pop 100 mentre Leave Out All the Rest si posizionò alla posizione 98 nella Billboard Pop 100 ed alla posizione 17 nella Bubbling Under Hot 100; in quest'ultima classifica entrarono anche i brani Hands Held High e No More Sorrow, rispettivamente alle posizioni 23 e 24. No More Sorrow inoltre fu pubblicato come disco promozionale negli Stati Uniti d'America.
Un anno dopo la pubblicazione di Minutes to Midnight, i Linkin Park pubblicarono dieci copertine differenti dell'album che sarebbero state utilizzate come copertine prima della scelta definitiva. La band mise a disposizione tutte e dieci le copertine ai fan che avrebbero acquistato l'album su iTunes. Il 20 ottobre 2017 è stata pubblicata l'edizione picture disc dell'album, contenente anche la bonus track No Roads Left.

## Accoglienza
Minutes to Midnight ha ricevuto critiche generalmente miste dalla stampa specializzata, con Metacritic che ha assegnato un punteggio medio di 56/100, evidenziando compresenza di apprezzamenti, disaccordi e reazioni indifferenti. Rolling Stone ha dato all'album 4 stelle su 5, dichiarando che «la maggior parte delle tracce sono elaborati brani pop con pochi rimandi ai lavori precedenti», IGN lo considerò «un passo avanti e un preannuncio di nuove sonorità». Karen Tye di Herald Sun ha assegnato tre stelle e mezzo su 4 al disco, lodando il nuovo stile musicale del gruppo, ma anche «la loro capacità di andare oltre le etichette affibbiate agli esordi».
A dispetto di elogi nei confronti delle loro ambizioni, l'autrice di The Guardian Caroline Sullivan diede all'album tre stelle su cinque, sostenendo di considerare un punto di debolezza «la loro associazione ai generi originari», e scrivendo che «la loro musica poggia ancora su vaghi riff di chitarra e testi autodistruttivi». Stephen Thomas Erlewine di AllMusic giudicò negativamente l'album, considerandolo «vecchio» e criticando lo sforzo del gruppo di «creare brani oscuri ma confusi», dandogli due stelle e mezzo su cinque. Johan Wippsson di Melodic ha riconosciuto l'evoluzione del gruppo ma ha sostenuto che l'album era «debole» e «troppo discontinuo». Dan Silver di NME ha dato a Minutes to Midnight un punteggio di 2 su 10, motivando che molti brani erano espressione di «un gruppo incapace di proporre qualcosa di nuovo, sia in fatto di musica che di identità»; tuttavia ha apprezzato Hands Held High, definendolo «un brano degno di essere ascoltato tutto l'anno».

## Tracce
Testi di Chester Bennington e Mike Shinoda, musiche dei Linkin Park.
1. Wake – 1:43
2. Given Up – 3:09
3. Leave Out All the Rest – 3:29
4. Bleed It Out – 2:44
5. Shadow of the Day – 4:49
6. What I've Done – 3:25
7. Hands Held High – 3:53
8. No More Sorrow – 3:41
9. Valentine's Day – 3:16
10. In Between – 3:16
11. In Pieces – 3:38
12. The Little Things Give You Away – 6:23

Tracce bonus nella Tour Edition
1. No Roads Left – 3:48
2. What I've Done (Distorted Remix) – 3:49
3. Given Up (Third Encore Session) – 3:10

Tracce bonus nell'edizione giapponese
1. Faint (Live) – 2:46

Tracce bonus nella Tour Edition giapponese
1. Faint (Live) – 2:46
2. No Roads Left – 3:48
3. What I've Done (Distorted Remix) – 3:49
4. Given Up (Third Encore Session) – 3:10

Tracce bonus nell'edizione digitale
1. Faint (Live) – 2:44
2. What I've Done (Live) – 3:24

Tracce bonus nella riedizione deluxe digitale
1. No Roads Left – 3:48
2. Across the Line – 3:10
3. Given Up (Third Encore Session) – 3:08
4. What I've Done (Distorted Remix) – 3:47

DVD bonus presente nell'edizione speciale
1. Making of Minutes to Midnight – 39:41
2. What I've Done (Video) – 3:26
3. Making of "What I've Done" Video – 14:30

## Formazione
Hanno partecipato alle registrazioni, secondo le note di copertina:
Gruppo
- Chester Bennington – voce
- Rob Bourdon – batteria, cori
- Brad Delson – chitarra solista, cori, arrangiamento strumenti ad arco (tracce 3, 5, 7, 12 e 13)
- Joe Hahn – giradischi, campionatore, cori
- Phoenix – basso, cori
- Mike Shinoda – voce, chitarra ritmica, pianoforte, tastiera, arrangiamento strumenti ad arco (tracce 3, 5, 7, 12 e 13)

Altri musicisti (tracce 3, 5, 7, 12 e 13)
- David Campbell – arrangiamento strumenti ad arco, direzione
- Charles Bisharat – violino
- Mario de Leon – violino
- Armen Garabedian – violino
- Julian Hallmark – violino
- Gerry Hilera – violino
- Songa Lee-Kitto – violino
- Natalie Leggett – violino
- Josefina Vergara – violino
- Sara Parkins – violino
- Matt Funes – viola
- Andrew Picken – viola
- Larry Corbett – violoncello
- Suzie Katayama – violoncello
- Oscar Hidalgo – contrabbasso

Produzione
- Rick Rubin – produzione
- Mike Shinoda – produzione, direzione creativa
- Andrew Scheps – ingegneria del suono
- Ethan Mates – ingegneria del suono
- Dana Nielsen – ingegneria del suono
- Phillip Broussard, Jr. – assistenza tecnica
- Eric Tabala – ingegneria Pro Tools
- Neal Avron – missaggio
- George Gumbs – assistenza al missaggio
- Nicolas Fournier – assistenza al missaggio
- Erich Talaba – ingegneria Pro Tools
- Dave Collins – mastering
- Frank Maddocks – direzione creativa, direzione artistica, grafica, fotografia
- Ellen Wakayama – direzione creativa
- Joe Hahn – direzione creativa, fotografia
- Nikos Constant – direzione artistica
- Ekundayo – illustrazione
- Phil Hale – illustrazione
- Usugrow – illustrazione
- James Minchin III – fotografia

## Classifiche

### Classifiche settimanali
| Classifica (2007)          | Posizione massima |
| -------------------------- | ----------------- |
| Australia                  | 1                 |
| Austria                    | 1                 |
| Belgio (Fiandre)           | 2                 |
| Belgio (Vallonia)          | 2                 |
| Brasile                    | 9                 |
| Canada                     | 1                 |
| Corea del Sud              | 1                 |
| Danimarca                  | 2                 |
| Estonia                    | 1                 |
| Europa                     | 1                 |
| Finlandia                  | 1                 |
| Francia                    | 1                 |
| Germania                   | 1                 |
| Grecia                     | 1                 |
| Giappone                   | 1                 |
| Irlanda                    | 1                 |
| Italia                     | 1                 |
| Messico                    | 2                 |
| Norvegia                   | 1                 |
| Nuova Zelanda              | 1                 |
| Paesi Bassi                | 2                 |
| Polonia                    | 2                 |
| Portogallo                 | 3                 |
| Regno Unito                | 1                 |
| Regno Unito (rock & metal) | 1                 |
| Repubblica Ceca            | 1                 |
| Spagna                     | 2                 |
| Stati Uniti                | 1                 |
| Stati Uniti (rock)         | 1                 |
| Svezia                     | 1                 |
| Svizzera                   | 1                 |
| Ungheria                   | 1                 |

### Classifiche di fine anno
| Classifica (2007)  | Posizione |
| ------------------ | --------- |
| Australia          | 12        |
| Austria            | 5         |
| Belgio (Fiandre)   | 24        |
| Belgio (Vallonia)  | 19        |
| Europa             | 5         |
| Finlandia          | 33        |
| Francia            | 32        |
| Germania           | 3         |
| Giappone           | 27        |
| Italia             | 17        |
| Nuova Zelanda      | 5         |
| Paesi Bassi        | 55        |
| Regno Unito        | 44        |
| Stati Uniti        | 10        |
| Stati Uniti (rock) | 3         |
| Svezia             | 35        |
| Svizzera           | 5         |
| Ungheria           | 58        |
| Classifica (2024)  | Posizione |
| Portogallo         | 154       |